# 炽爱游戏
《炽爱游戏》（羅馬化：Game Sanaeha）是由吉拉宇·唐思苏克、娜塔玻·提米露克领衔主演的泰国爱情剧。剧集改编自Krung Ya Chat的小说《Buang Sanaeha》，于2018年6月25日起每周一至周二晚在泰国第3电视台播出，尔后由优酷视频引进至中国大陆。

## 剧情简介
Nok（娜塔玻·提米露克 饰）在英国留学两年后回来，却发现父母刚离完婚，而且父亲即将与一个与自己年龄相仿的选美小姐结婚。不仅如此，居然在自己离家这些时候，Nai（吉拉宇·唐思苏克 饰）也占领了本属于自己的家庭地位。为了捍卫属于自己的家庭，Nok向爸爸的情人和企图抢夺自己家产的男主Nai开战，想尽一切办法与父母和解以夺回属于她的一切。

## 演员阵容
- 吉拉宇·唐思苏克（James） 饰演 奈依（Lackanai / Nai）
- 娜塔玻·提米露克（Taew） 饰演 努克（Muaenchanok / Nok）
- 阿曼娜·古尔（Ice） 饰演 Pimol Khae（Khae）
- 恰约隆·西岚亚堤迪（Chai） 饰演 Thawat
- 塔尼娅瑞丝·娜姆拉荣（Tanya） 饰演 Visaka
- 协塔朋·平朋（Tao） 饰演 Wongwet
- 普林玛纳·苏望南侬（Peck） 饰演 Wutta
- 段达·东卡马尼 饰演 Malinee
- 皮茶帕·潘图慕钦达（Pear） 饰演 Penpannee（Penny）
- 查塔瑞卡·西缇普容（Care） 饰演 Nutchanat
- 玛郁琳·彭普潘（Kik） 饰演 Nimnuan
- 纳塔帕·宁吉拉瓦 饰演 Lakkhanai（少年时期）

## 劇集迴響

### 泰國電視收視率
- 收視最低的集數以藍色表示，收視最高的集數以紅色表示，而空格則表示該集的收視沒有相關數據。

| 集數 No.   | 播放日期      | 播放時段 (UTC+07:00) | 平均收視率 | 來源   |
| ---------- | ------------- | -------------------- | ---------- | ------ |
| 1          | 2018年6月25日 | 星期一 20:20         | 3.24       | [ 10 ] |
| 2          | 2018年6月26日 | 星期二 20:20         | 3.33       | [ 10 ] |
| 3          | 2018年7月2日  | 星期一 20:20         | 3.28       | [ 10 ] |
| 4          | 2018年7月3日  | 星期二 20:20         | 3.58       | [ 10 ] |
| 5          | 2018年7月9日  | 星期一 20:20         | 2.98       | [ 10 ] |
| 6          | 2018年7月10日 | 星期二 20:20         | 2.85       | [ 10 ] |
| 7          | 2018年7月16日 | 星期一 20:20         | 3.65       | [ 10 ] |
| 8          | 2018年7月17日 | 星期二 20:20         | 4.21       | [ 10 ] |
| 9          | 2018年7月23日 | 星期一 20:20         | 3.92       | [ 10 ] |
| 10         | 2018年7月24日 | 星期二 20:20         | 3.69       | [ 10 ] |
| 11         | 2018年7月30日 | 星期一 20:20         | 3.81       | [ 10 ] |
| 12         | 2018年7月31日 | 星期二 20:20         | 4.44       | [ 10 ] |
| 13         | 2018年8月6日  | 星期一 20:20         | 4.70       | [ 10 ] |
| 14         | 2018年8月7日  | 星期二 20:20         | 5.41       | [ 10 ] |
| 平均收視率 | 平均收視率    | 平均收視率           | 3.79       | 1      |

^1  基於每集的平均觀眾份額。